# 阿南京子
阿南 京子（あなみ きょうこ、1月13日 ‐ ）は、日本のフリーアナウンサー。元TBSラジオの警視庁担当交通キャスター。明治学院大学文学部フランス文学科卒業。福岡県福岡市出身。血液型はA型。

## 略歴
- 1969年、日本道路交通情報センター初の喋り手として採用されたうちのひとり。2年半所属の後、フリーとなる[2]。
- 2011年3月11日の東日本大震災当日は午後から交通情報を担当。警視庁交通管制センターに泊まりこみ深夜まで交通情報を伝えた[3]。
- 2015年1月まで長年TBSラジオの交通情報を担当。しかし翌2月中旬頃からシフトを外れてしまう。およそ半年後の7月31日、同局『大沢悠里のゆうゆうワイド』にて、がんの治療中であることを明かす[4]。
- 2015年10月6日、正式に交通情報担当を降板[5]。同日公式サイトにて後進に託す事を発表した[6]。
- 2018年4月14日よりFMさがみ（FM HOT839）の番組『土曜HOTミュージック』毎週土曜日朝8時39分～10時の番組内にて交通情報と天気予報を担当[7]。

## 人物
- 非常に親しみ易い人柄で、TBSラジオのパーソナリティーにとても親しまれていた。また、色っぽい声質からリスナーの間でもファンが多かった。
- 日本道路交通情報センターに採用された時はまだ学生だったため、「頭の中で半分卒論を考えながら、東名川崎に確か秋頃から通い始めました。[2]」と語っている。
- 『ゆうゆうワイド』の「お色気大賞」コーナーでは、綺麗どころや色気のある女性の仮称として阿南の名前が使われることが多かった。

## 出演番組

### ラジオ
- NHKラジオ第1放送　
  - 午後のロータリー （リクエストコーナー担当）
- TBSラジオ - 枠アナウンサー、レポーター、交通キャスター
  - ダイヤル119番
  - 岸谷五朗の東京RADIO CLUB「東京トラフィック・ナウ」 （1990年10月-1994年9月）
  - クラブ954
  - Listen HEART!（2010年12月26日）

### テレビ
- 東京12チャンネル
  - 淀川長治 映画の部屋 - ナレーター